# Gunhild Scholz
Gunhild Scholz (* 1. September 1940) ist eine deutsche Badmintonspielerin. 

## Karriere
Gunhild Scholz wurde 1956, 1957 und 1958 Juniorenmeisterin in Deutschland. 1959 siegte sie erstmals bei den deutschen Mannschaftsmeisterschaften mit dem Team des 1. DBC Bonn. Weitere Titelgewinner mit dem DBC folgten 1960 und 1961. Bei den Einzelmeisterschaften gewann sie in diesen beiden Jahren jeweils Bronze im Damendoppel.

## Sportliche Erfolge
| Saison    | Veranstaltung                     | Disziplin   | Platz | Name |
| --------- | --------------------------------- | ----------- | ----- | --- |
| 1955/1956 | Deutsche Einzelmeisterschaft U18  | Damendoppel | 1     | Gunhild Scholz / Marlies Caspary (1. DBC Bonn) |
| 1956/1957 | Deutsche Einzelmeisterschaft U18  | Mixed       | 1     | Kurt Hennes / Gunhild Scholz (1. DBC Bonn) |
| 1957/1958 | Deutsche Einzelmeisterschaft U18  | Dameneinzel | 1     | Gunhild Scholz (1. DBC Bonn) |
| 1957/1958 | Deutsche Einzelmeisterschaft U18  | Damendoppel | 1     | Gunhild Scholz / Marlies Caspary (1. DBC Bonn) |
| 1958/1959 | Deutsche Mannschaftsmeisterschaft | Mannschaft  | 1     | 1. DBC Bonn (Günter Ropertz, Walter Stuch, Ralf Caspary, Kurt Hennes, Luise Schmitz, Gunhild Scholz)                                               |
| 1959/1960 | Deutsche Mannschaftsmeisterschaft | Mannschaft  | 1     | 1. DBC Bonn (Ralf Caspary, Walter Stuch, Kurt Hennes, Jap Tjiang Beng, Günter Ropertz, Luise Schmitz, Gunhild Scholz, Ute Harlos, Marlies Caspary) |
| 1959/1960 | Deutsche Einzelmeisterschaft      | Damendoppel | 3     | Gunhild Scholz / Luise Schmitz (1. DBC Bonn) |
| 1960/1961 | Deutsche Mannschaftsmeisterschaft | Mannschaft  | 1     | 1. DBC Bonn (Ralf Caspary, Walter Stuch, Kurt Hennes, Jap Tjiang Beng, Günter Ropertz, Luise Schmitz, Gunhild Scholz, Ute Harlos, Marlies Caspary) |
| 1960/1961 | Deutsche Einzelmeisterschaft      | Damendoppel | 3     | Gunhild Scholz / Luise Schmitz (1. BC Beuel) |

## Referenzen
Martin Knupp: Deutscher Badminton Almanach, Eigenverlag/Deutscher Badminton-Verband (2003), 230 Seiten
| Personendaten    | Personendaten               |
| ---------------- | --------------------------- |
| NAME             | Scholz, Gunhild             |
| KURZBESCHREIBUNG | deutsche Badmintonspielerin |
| GEBURTSDATUM     | 1. September 1940           |